# 扎達爾
扎达尔，旧称扎拉，是克罗地亚的第五大城市和达尔马提亚地区的第二大城市。扎达尔是扎达尔县和北达尔马提亚地区的行政中心。城市位于亚得里亚海沿岸，拉维尼-科塔里地区（平原区）的西北部，是克罗地亚最古老的连续有人居住的城市。2011年占地面积25平方公里，人口75,028。
扎达尔是达尔马提亚地区的历史中心，扎达尔县的政治、文化、商业、工业、教育和交通中心。扎达尔也是天主教扎达尔总教区的主教座。由于其丰富的历史遗产，扎达尔是克罗地亚最受欢迎的旅游目的地，被《泰晤士报》评为“亚得里亚海的娱乐中心”，被《卫报》评为“克罗地亚的新酷都（Croatia's new capital of cool）”。
联合国教科文组织2017年新列入的世界遗产——16至17世纪威尼斯共和国防御工事：陆地之国到西方的海洋之国其中包含了扎达尔的城市防御系统。

## 名称
扎达尔的名称在古代以Iadera和Iader两种形式出现。这很可能与一个水文术语有关，该术语由古地中海人和他们的前印欧语创造。他们把它传给了后来的定居者，即利布尔尼人（Λιβυρνοὶ）。公元前384年，赫瓦尔岛上的Pharos（斯塔里格勒）的希腊语铭文首次提到了利布尔尼定居点的名字，扎达尔的居民被记为Ίαδασινοί（Iadasinoi）。根据斯凯拉克斯航海记的说法，这座城市被命名为Ίδασσα（Idassa），可能是原始利布尔尼语的希腊转写。
在古代，这个名字经常以两种形式记录在拉丁语来源中：Iader在铭文和古典作者的作品中，Iadera主要是古代晚期的作者，而通常的民族名称是Iadestines和Iadertines。Iader和Iadera两种形式的重音都在第一个音节上，这影响了中世纪早期达尔马提亚语形式Jadra、Jadera和Jadertina，这些词中重音都在原来的位置。
在达尔马提亚语中，由于Ja-到Za-的语音转换，Jadra（Jadera）发音为Zadra（Zadera）。克罗地亚语中的Zadar（在12世纪被记录为Zader）也反映了这一变化，它是由阳性的Zadõrõ发展而来的。
达尔马提亚语名字Jadra、Jadera被转移到其他语言；威尼斯语的Jatara和Zara、匈牙利语的Zára、托斯卡纳语的Giara、拉丁语的Iadora和Diadora（10世纪的文献《帝国行政论》，可能是di Iadora的转写错误）、古法语的Jadres（1202年第四次十字军东征编年史），阿拉伯语的Jādhara（جاذَرة）和Jādara（جادَرة）（穆罕默德·伊德里西著作，12世纪）、Iadora（圭多，12世纪）、加泰罗尼亚语的Jazara、Jara、Sarra（14世纪）等。
15世纪，Jadera在威尼斯共和国的统治下成为了Zara。Zara这个名字后来在19世纪被奥地利帝国使用，但在1910年至1920年间被临时改为Zadar/Zara；从1920年到1947年，这座城市以Zara的名字成为意大利的一部分，最终在1947年被命名为Zadar。

## 歷史

### 史前时期
今天的扎达尔地区自史前时代开始就有人居住。人类生活的最早证据来自石器时代晚期，而许多定居点的年代早在新石器时代。在伊利里亚人到来之前，该地区居住着前印欧文化的古地中海人。他们与公元前4千年至公元前2千年定居此地的印欧人同化，形成了一个新的民族统一体，即利布尔尼亚人。扎达尔是一个利布尔尼亚定居点，大约建于公元前9世纪，建在古城所在的一个小石岛和堤岸上，并通过凸出的狭窄地峡与大陆相连，这在北部海峡形成了一个天然港口。

### 古代
利布尔尼亚人是属于伊利里亚人的一个部落，被认为是熟练的水手、商人和海盗。公元前7世纪，扎达尔已经成为利布尔尼亚人与腓尼基人、伊特鲁里亚人、古希腊人及其他地中海民族进行贸易活动的中心。当时人口估计约2,000人。从公元前9世纪到6世纪，利布尔尼亚人在亚得里亚海拥有海军主导的霸权地位，并设有将军印章，代表政治和经济上的权威。扎达尔则是地中海霸权的主要据点，并且在利布尔尼亚十四城（tetradekapolis）占据主导地位。
扎达尔当地的土著被称为Iadasinoi，在公元前384年被首次提及，他们与赫瓦尔岛的土著结成盟友，组建了亚得里亚海东部海岸联盟来对抗希腊人的殖民。一支300艘船只、10000人组成的探险队从扎达尔出发，围攻赫瓦尔岛上的希腊殖民地法罗斯（现在的斯塔里格勒）。但是位于叙拉古的希腊舰队事先得到消息，并对这支探险队进行围攻。最终希腊人取胜，并且进一步在亚得里亚海南部进行殖民。
考古遗迹表明，在公元前的几个世纪，利布尔尼亚人的主要居住中心已经城市化。在被罗马征服前的公元前2世纪，扎达尔拥有超过600平方公里的领土。
公元前2世纪中叶，罗马人开始逐渐入侵该地区。尽管利布尔尼亚人是罗马在亚得里亚海地区的第一批敌人，但在罗马与伊利里亚人长达230多年的战争中，他们大多选择袖手旁观，只求保护他们在海上的海军存在和贸易联系。公元前59年，被罗马征服的伊利里库姆被分配为尤利烏斯·凱撒下辖的一个行省，而伊阿德拉（Iadera）成为罗马的自治城镇。
公元前49年，利布尔尼亚海军被卷入尤利乌斯·凯撒和庞培之间的内战，部分是迫于压力，部分是因为关系到他们自己城市的利益。凯撒得到了利布尔尼亚中心城市的支持，如Iader（扎达尔）、Aenona（尼恩）和Curicum（克尔克），而Issa（维斯）和其他利布尔尼亚人则支持庞培。公元前49年，由部分利布尔尼亚城市的舰队和少部分罗马支援舰队组成的“扎达尔海军”，在克尔克岛附近海域与支持庞培的“利布尔尼亚海军”进行了一场激烈的海战，最终失利。
内战一直持续到公元前48年底，凯撒最终获胜。凯撒为了奖励在内战中支持他的城市Iader以及达尔马提亚城市Salona，正式授予他们罗马殖民地（colonia）的地位。因此，这座城市以其创始人凯撒的名字被授予colonia Iulia Iader的称号，在接下来的一段时间里，一些罗马殖民者（大多是退伍军人）开始定居此地。
罗马伊利里库姆行省的真正建立应不早于公元前33年和屋大维在伊利里亚和利布尔尼亚的军事行动，当时利布尔尼亚人最终失去了独立的海军，战舰和水手全部被编入罗马海军舰队。
从罗马统治时代开始，扎达尔就呈现出罗马城市的特色，并发展成为亚得里亚海东部海岸最繁荣的中心之一，这种状态延续了数百年。这座城市是根据典型的罗马街道系统组织的，有一个矩形街道平面图、一个广场、一个公共浴池，一个来自弗拉纳湖的排水和供水系统，通过一条40公里长的输水管道。尽管考古发现告诉我们经济和文化的显著增长，但它在罗马对达尔马提亚的管理中并没有发挥重要作用。
基督教大约在3世纪左右进入达尔马提亚地区。到3世纪末，扎达尔已经有了自己的主教区，并建立了基督教社区；在广场以北建造了一个新的宗教中心，还有一座长方形会堂和一座洗礼所，以及其他教会建筑。根据一些估计，在4世纪，当地可能有大约一万名公民，包括本地人、附近岛屿和腹地的人，他们很可能是利布尔尼亚土著和罗马殖民者的混血。

### 中世纪前期
在民族大迁徙时代，扎达尔是达尔马提亚仅存的城邦之一，但它的发展停滞不前。441年和447年，西罗马帝国灭亡后，达尔马提亚遭到匈人的蹂躏。
481年，达尔马提亚成为东哥特王国的一部分，王国除了意大利本土以外，还包括了伊利里亚更北的部分，即潘诺尼亚和诺里库姆。
5世纪，在东哥特王国的统治下，扎达尔变得贫穷，很多建筑因为年久失修而被毁。到了6世纪，扎达尔又遭遇了一场地震的袭击，导致整个罗马建筑群被摧毁。这些建筑群的部分后来被当成新建房屋的材料。城市人口也发生变化，部分居民离开，从内陆迁来新的居民。总之，在哥特人统治的60年内，仍然成功挽救了那些仍在运作的旧罗马市政机构，并且还进一步提升了达尔马提亚当地的宗教生活。
536年，东罗马帝国的查士丁尼大帝发动西征行动（哥特战争），重新拿下原本属于西罗马帝国的领土。553年，扎达尔正式并入东罗马帝国。568年，阿瓦尔人入侵并摧毁达尔马提亚地区。虽然该地饱受阿瓦尔人和斯拉夫人的摧残，但由于有内陆平原的缓冲，导致城市最终能够幸存下来。达尔马提亚前首都萨罗纳在7世纪40年代被摧毁，因此拜占庭指定扎达尔成为达尔马提亚军区的首府，不过领土仅限几个沿海城市。由于军区首府的地位，扎达尔实际上享有帝国大都市的地位。城市也开始稳步重建。
9世纪初，扎达尔主教圣多纳图斯和城市公爵保罗调解了丕平领导下的神圣罗马帝国与拜占庭帝国之间的争端。法兰克人占领了扎达尔很短一段时间，之后根据812年亚琛和约的决定，这座城市被归还给了拜占庭。
中世纪前几个世纪，扎达尔的经济围绕着海洋渔业和海上贸易发展。城市保留了古代的市政机构，巩固和调整新的战略地位，它成为了克瓦内尔群岛和卡什泰拉湾之间最重要的城市。拜占庭的达尔马提亚并没有在领土上一元化，而是由扎达尔领导城市自治联盟，城市的高度自治使达尔马提亚城市得以发展为自由社区。扎达尔的居民被迫将注意力转向大海，他们专注于航运，这座城市成为了一个可以与威尼斯匹敌的海军强国。居民一开始说达尔马提亚语，但从7世纪开始，克罗地亚语开始在该地区传播，直到9世纪末在内陆和岛屿上占主导地位。
在9世纪最后几十年至10世纪中叶的和平时期，地中海和亚得里亚海城市得到了显著发展。萨拉森的袭击结束后，亚得里亚海出现了特别有利的航行条件。此外，与克罗地亚人关系的调整使扎达尔商人能够与克罗地亚王国的富裕农业腹地进行贸易，并开始逐步推进政治联系。克罗地亚定居者开始抵达，到10世纪变得司空见惯，占据了所有城市阶层，以及重要职位，如首席法官、牧师和其他职位。925年，克罗地亚达尔马提亚公爵托米斯拉夫联合克罗地亚达尔马提亚和潘诺尼亚建立了克罗地亚王国。
997年国王斯特芬·德尔日斯拉夫去世后，他的后代之间发生了权力斗争。998年，扎达尔被保加利亚皇帝萨缪尔的军队围困，但成功自卫。

### 中世纪后期
在扎达尔中世纪发展的时候，由于其位于亚得里亚海东部海岸中心的战略地位，这座城市对威尼斯的野心构成了威胁。
998年，扎达尔寻求威尼斯人的保护，以抵御内雷特瓦海盗。威尼斯人很快充分利用了这一机会：998年，由总督彼得罗·奥塞洛二世指挥的舰队在击退海盗后，在科尔丘拉和拉斯托沃登陆。达尔马提亚猝不及防，几乎没有像样的抵抗。特罗吉尔是个例外，在一场血腥的战斗后才被威尼斯统治，而杜布罗夫尼克则被迫向其称臣。扎达尔以前向克罗地亚国王称臣，后来转向威尼斯，这种状态持续了几年。
扎达尔市民开始为扎达尔的完全独立而努力，从1030年代起，这座城市正式成为拜占庭帝国的附庸。这场运动的领导者是强大的扎达尔贵族——玛迪家族。在与拜占庭谈判后，扎达尔于1069年隶属于国王佩塔尔·克雷希米尔四世领导的克罗地亚王国。
后来，1089年德梅塔尔·兹沃尼米尔国王去世以及随后的王朝冲突之后，1105年，扎达尔接受了第一位克罗地亚-匈牙利国王卡尔曼的统治。
与此同时，威尼斯发展成为亚得里亚海真正的强势力量，并开始袭击扎达尔。1111年至1154年间，威尼斯多次入侵这座城市，1160年至1183年间又多次入侵。扎达尔居民选择起义，向教宗和克罗地亚-匈牙利国王寻求保护。

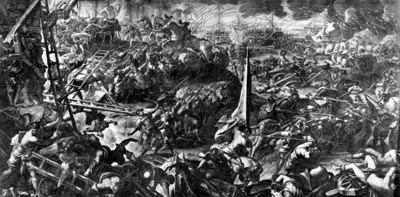
威尼斯对扎达尔的围攻，1202年

1202年，威尼斯总督恩里科·丹多洛在第四次十字军东征巴勒斯坦时，率领十字军围攻了这座城市，扎达尔遭受重创。十字军不得不向威尼斯支付前往埃及的海运费用。由于他们无法拿出足够的资金，威尼斯人就用这些资金发起了扎达尔围城战，当时该市被洗劫和破坏。克罗地亚和匈牙利国王伊姆雷谴责了十字军东征，因为他认为代表上帝的军队在袭击一座基督教城市时就等于犯下了异端。即便如此，扎达尔还是遭到了破坏，人们逃到了周围的农村。教宗英诺森三世宣布将参与围攻的威尼斯人和十字军逐出教会。
两年后（1204年），在来自希贝尼克的克罗地亚贵族多马尔德的领导下，大多数难民返回并将这座城市从十字军的残党中解放出来。1204年，扎达尔公爵多马尔德即位，但第二年威尼斯的统治当局重新建立，并签署了一项和平协议，对居民来说条件苛刻。扎达尔社区委员会从中获得的唯一利润是该市港口税的三分之一，甚至不足以满足最基本的社区需求。
然而，这并没有破坏这座城市的精神。由于威尼斯统治下缺乏自治权，其商业受到影响，而在更加封建化的克罗地亚-匈牙利王国统治下，其享有相当大的自治权。随后发生了一系列叛乱（1242年至1243年、1320年、1345年至1346年，后者导致了长达16个月的威尼斯围城战），最终导致扎达尔在1358年根据《扎达尔条约》回到克罗地亚-匈牙利国王拉约什一世的王位下，在热那亚和威尼斯之间爆发的基奥贾战争之后的1381年3月14日，基奥贾与扎达尔和特罗吉尔达成了对抗威尼斯的联盟，最终，基奥贾在1412年得到了威尼斯更好的保护，因为希贝尼克在1412年间成为了主要海关机构的所在地，垄断了基奥贾和整个亚得里亚海的盐贸易。拉约什死后，扎达尔承认了西吉斯蒙德的统治权，并在他之后承认了那不勒斯的拉迪斯劳的统治。在他统治期间，克罗地亚-匈牙利陷入了一场血腥的内战。1409年，威尼斯看到拉迪斯劳即将被击败，尽管他们的军事实力相对较弱，但仍急于利用这一局势，提出仅以10万达克特的价格购买他在达尔马提亚的“权利”。拉迪斯劳知道自己无论如何都会失去了这个地区，于是接受了。至此，扎达尔被以微不足道的价格卖给了威尼斯人。
根据大量档案文件，中世纪扎达尔的人口主要是克罗地亚人，礼拜仪式中使用克罗地亚语，正如1177年跟随教宗亚历山大三世前往威尼斯的红衣主教博森（Boson）著作中的记载。当教宗的船只在扎达尔港避难时，居民们用克罗地亚语唱着赞美诗和圣歌来迎接教宗。尽管其间穿插着围困和破坏，但11世纪至14世纪可以算是扎达尔的黄金时代。由于其政治和贸易成就，以及熟练的海员，扎达尔在亚得里亚海东海岸的城市中发挥了重要作用。这影响了它的外观和文化——许多教堂、丰富的修道院以及权贵家族建造的宫殿，以及圣西蒙之胸脯。扎达尔当时文化和繁荣的最好例子之一是由道明会于1396年建立的扎达尔大学（克罗地亚现存最古老的大学）。

### 近代前期

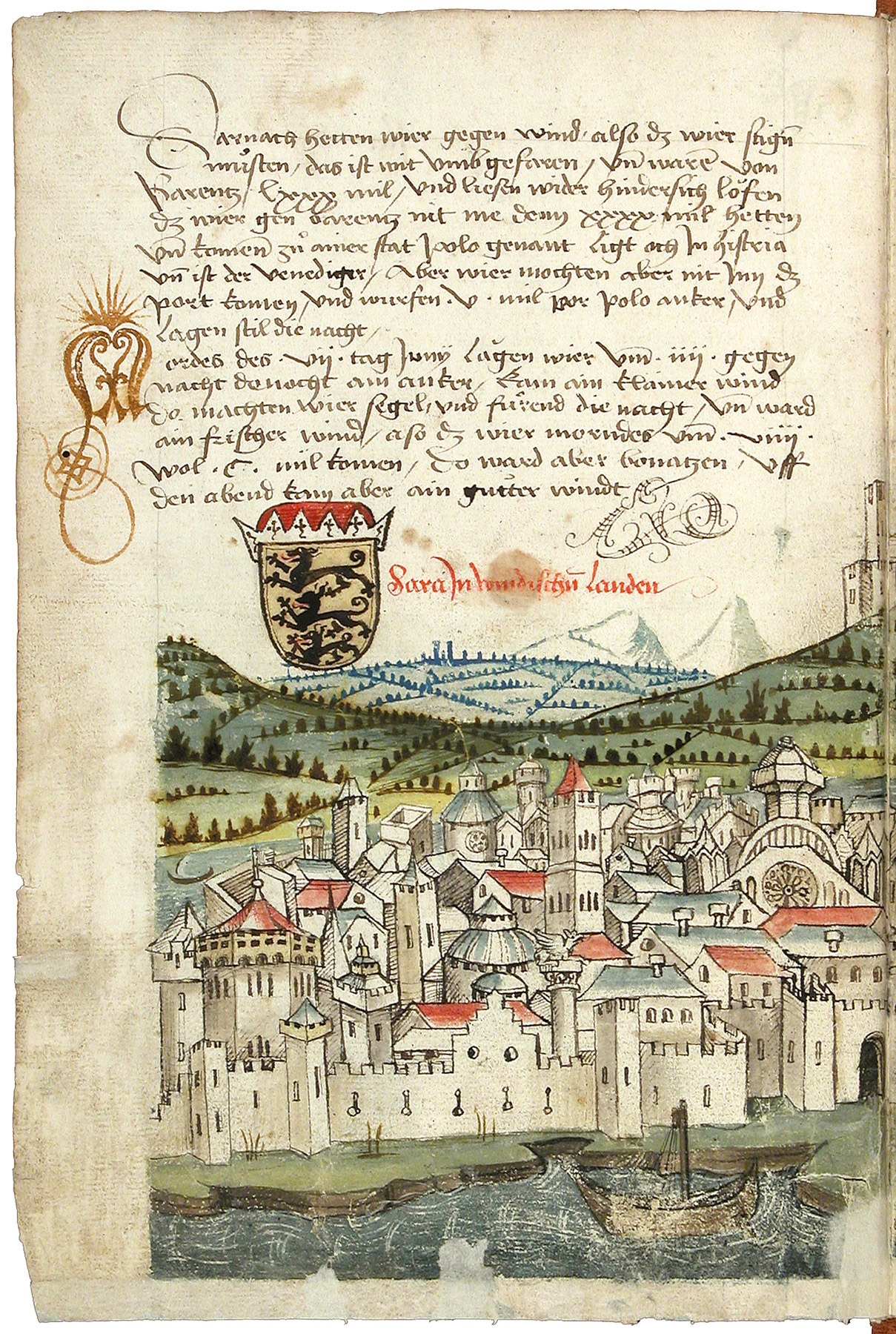
康拉德·格吕嫩贝格描绘的扎达尔，1486年

路易一世死后，扎达尔被卢森堡的西格蒙德和后来的那不勒斯的拉迪斯劳统治，后者目睹了他在达尔马提亚失去影响力，最终于1409年7月31日以10万达克特的价格将扎达尔及其王朝对达尔马提亚的权利卖给了威尼斯，这个决定面临着重要的扎达尔家族的抵抗和紧张局势。这些企图遭到迫害和没收。扎达尔仍然是达尔马提亚的行政中心，但这一次是在威尼斯的统治下，威尼斯的统治范围扩大到了整个达尔马提亚，除了保持独立的拉古萨共和国（杜布罗夫尼克）。在此期间，文艺复兴时期的雕塑家和建筑师乔治·达·塞贝尼科出生于扎达尔，他以在希贝尼克大教堂的工作而闻名。其他重要人物诸如如卢西亚诺·劳拉纳和弗朗切斯科·劳拉纳，他们以雕塑和建筑闻名于世。
16世纪和17世纪在扎达尔连续遭遇奥斯曼帝国的进攻。奥斯曼人在16世纪初占领了扎达尔的大陆部分，这座城市一直处于土耳其炮火的射程之内。由于这种威胁，开始建造一个新的城堡和城墙系统。这些防御系统直接改变了城市的面貌。为了建造五边形城堡，许多房屋和教堂被拆除，还有整个郊区——圣马丁的瓦罗什。经过40年的改建，扎达尔成为达尔马提亚地区最大的设防城市，城堡、堡垒和充满海水的运河系统为其提供了保障。这座城市自此由公共蓄水池供水。在对扎达尔进行全面改造期间，当地居民又建造了许多新的市政建筑，如戈斯波德广场上的城市旅馆和城市卫队，还有几个军营以及一些大型的新宫殿。
虽然奥斯曼帝国的威胁时刻存在，但在16世纪和17世纪，扎达尔仍然受到文艺复兴的影响，创造出一个艺术和文学可以蓬勃发展的环境。这一时期，许多意大利文艺复兴时期的重要人物崛起，如画家乔治·文图拉和安德雷亚·梅尔多拉，以及人文主义学者乔瓦尼·弗朗切斯科·福尔图尼奥，他写了第一本意大利语法书。
在16世纪和17世纪，该市爆发了几次大规模的黑死病疫情。在经历土耳其150多年的威胁之后，扎达尔不仅人口稀少，物质财富也很匮乏。威尼斯派出了新的殖民者，在大主教维茨科·兹马耶维奇的坚定领导下，Arbanasi（天主教阿尔巴尼亚难民）定居在这座城市，形成了一个新的郊区。尽管资金短缺，贵族剧院还是在1783年建成，并运营了100多年。

### 近代后期
1797年，根据《坎波福尔米奥条约》，包括扎达尔在内的威尼斯共和国领土落入奥地利掌控。1806年，它被短暂地交给了拿破仑时代的意大利王国，直到1809年，它加入法国伊利里亚省。1813年11月，第三代卡多甘伯爵乔治率领的奥地利军队在两艘英国皇家海军护卫舰HMS Havannah和Weazle的协助下封锁了该镇。12月9日，扎达尔的法国驻军投降，到年底，达尔马提亚全部被奥地利帝国控制。从维也纳会议到一战结束的1918年，扎达尔（使用双语名称Zara–Zadar）仍然是奥地利君主国的一部分（1867年妥协后属于奥地利一侧），也是达尔马提亚13个地区首府（Bezirkshauptmannschaften）之一。意大利名称在1867年之前正式使用。它现在仍然是达尔马提亚省的首府。
在19世纪上半叶，由于自然增长率低，城市人口停滞不前，但城市开始从旧中心扩散，老城区的市民在北部创建了新的郊区斯塔诺维。
在19世纪下半叶，由于经济增长和移民，人口不断增加。在人口增加的压力下，该市继续向沃什塔尔尼察和阿尔巴纳西地区扩张，并在城市港口修建了桥梁。除了作为该省的行政中心外，农业、利口酒工业和贸易都得到了发展，许多兄弟会也成立了，类似于中欧的贸易协会。南部的城墙被拆除，建造新的沿海设施，扎达尔成为一个开放的港口。随着城市的经济发展，文化也在发展。大量的印刷店、新的图书馆、档案馆和剧院如雨后春笋般涌现。19世纪末，工业发展也更加强劲，在第一次世界大战之前有27家大小型的工厂。
1848年后，意大利和克罗地亚的民族主义思想来到这座城市，克罗地亚人和意大利人之间产生了分歧，他们成立了各自的政党。双方都声称在这一时期在扎达尔形成了人口多数，但消息来源相互矛盾。奥匈帝国在19世纪末进行的官方人口普查档案显示，意大利语是该市大多数人（1900年为9018名意大利人和2551名克罗地亚人）的主要语言，但仅占全县人口的三分之一（同年为9234人对21753人）。

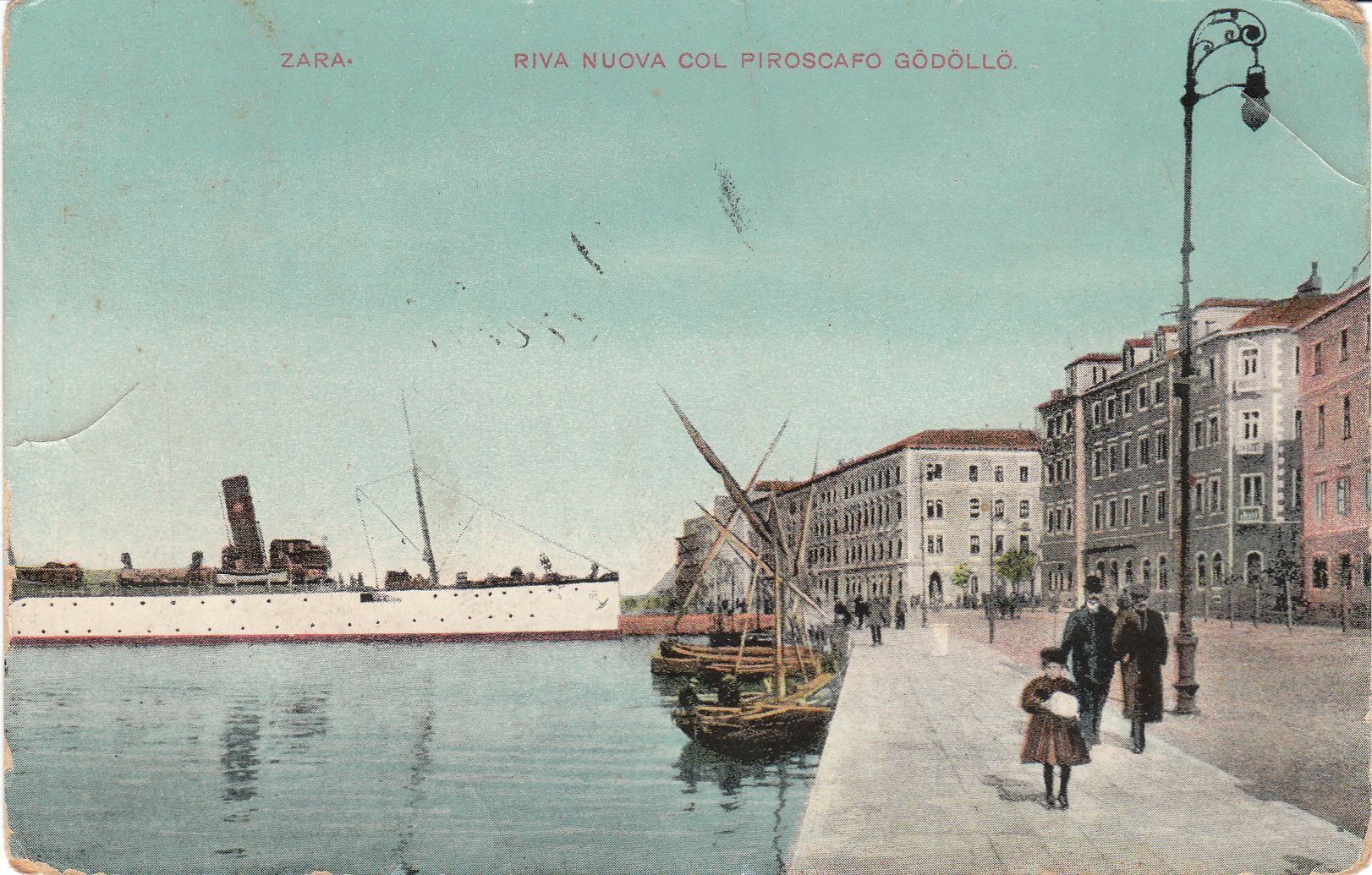
扎达尔海滨景色，1909年

19世纪，扎达尔的意大利和克罗地亚社区之间的冲突愈演愈烈，直接改变了其性质。直到20世纪初，它一直是中等强度的，主要是阶级性质的（在威尼斯统治下，意大利人受雇于有利可图的活动，如贸易和行政管理）。随着现代国家认同概念在整个欧洲的发展，民族冲突开始成为扎达尔政治生活的标志。
19世纪下半叶，扎达尔受到奥地利帝国在南蒂罗尔、奥地利滨海和达尔马提亚制定相同政策的约束，即包括以牺牲意大利人为代价培养当地的德国或克罗地亚文化。在扎达尔和整个达尔马提亚，奥地利的政策旨在减少意大利王国未来提出任何领土主张的可能性。

### 意大利统治期
1915年，意大利根据《伦敦条约》的规定参加了第一次世界大战。作为参加三方协约的交换条件，如果协约国最终获胜，意大利将在达尔马提亚北部获得以下领土，包括扎达尔岛、希贝尼克岛和达尔马提亚岛的大部分岛屿，但克尔克岛和拉布岛除外。战争结束时，意大利军队正式入侵达尔马提亚，夺取了扎拉的控制权，海军上将恩里科·米洛被宣布为达尔马提亚总督。著名的意大利民族主义者加布里埃尔·邓南遮支持夺取达尔马提亚，并于1918年12月乘坐意大利军舰前往扎达尔。

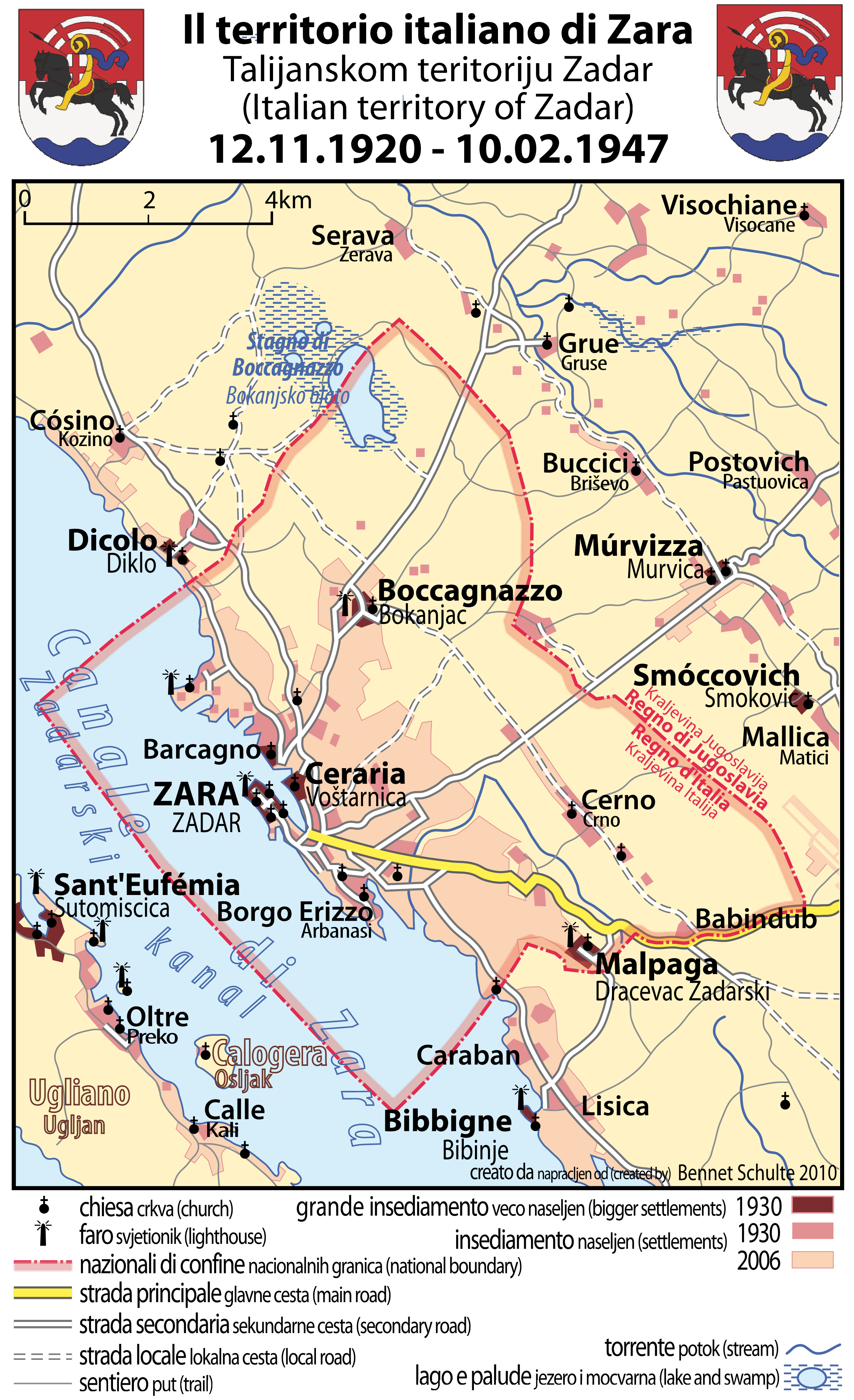
意大利扎拉省（1920-1947年）地图

1918年，扎达尔的政治生活风云变幻。奥匈帝国的崩溃导致该市再次爆发民族冲突。随着意大利占领军于1918年11月4日抵达该市，意大利派系逐渐接管了控制权，这一过程于12月5日接管州长职位时完成。根据《凡尔赛条约》（1920年1月10日），意大利在《伦敦条约》中对达尔马提亚的主张被废除，但后来意大利王国与塞尔维亚、克罗地亚和斯洛文尼亚王国在《拉帕洛条约》（1920年11月12日）中达成的协议将扎达尔和其他一些小型地方领土交给了意大利，成为飞地。
扎达尔飞地总面积104平方公里（40平方英里），包括扎达尔市、博卡尼亚茨、阿巴纳西、茨尔诺、迪克洛部分地区（总面积51平方公里，居民17065人）以及拉斯托沃岛和帕拉格鲁扎岛（53平方公里（20平方英里）、居民1710人）。该地区被组织成一个意大利小省，即扎拉省（Provincia di Zara）。根据1921年的人口普查，扎拉社区有12075名达尔马提亚意大利人和1255名克罗地亚人。

### 二战时期
1941年4月6日，德国、意大利和其他轴心国入侵南斯拉夫王国。扎达尔拥有9000人的兵力，是入侵的起点之一。部队于4月15日（投降前2天）抵达希贝尼克和斯普利特。当地平民之前被疏散到安科纳和普拉。4月17日，在占领莫斯塔尔和杜布罗夫尼克时，他们与意占阿尔巴尼亚出发的入侵部队会合。4月17日，南斯拉夫政府在面对国防军压倒性优势的情况下投降。
墨索里尼要求新成立的纳粹傀儡国家，即所谓的克罗地亚独立国，根据《罗马条约》将达尔马提亚（包括斯普利特）的几乎全部移交给意大利。
扎达尔成为意大利新领土实体达尔马提亚总督省的中心，包括扩大后的扎拉省（现扎达尔）、卡塔罗省（现科托尔）和斯帕拉托省（斯普利特）。
在意大利统治下，克罗地亚人受到强制同化政策。这在南斯拉夫人民中引起了极大的不满。南斯拉夫游击运动在扎达尔扎根，尽管扎达尔70%以上的人口是意大利人。
1943年7月25日墨索里尼下台后，意大利与盟军签署了停战协议，并于1943年9月8日宣布停战，意大利军队崩溃。但在1943年9月12日，墨索里尼被德国人救出，成立了纳粹傀儡意大利社会共和国。德国军队（第114猎兵师）于9月10日进入扎达尔并接管城市。这阻挡了游击队的快速解放，就像斯普利特和希贝尼克的情况一样。最终，扎达尔被置于意大利社会共和国的控制之下。
克罗地亚独立国宣布《罗马条约》无效，并在德国的支持下占领了达尔马提亚。但独立国被阻止接管扎达尔，理由是扎达尔本身不受1941年《罗马条约》的条件约束。尽管如此，独立国领导人安特·帕韦利奇还是指定扎达尔为希德拉加-拉夫尼-科塔里县的首府，尽管该县的行政长官无法进入该市。

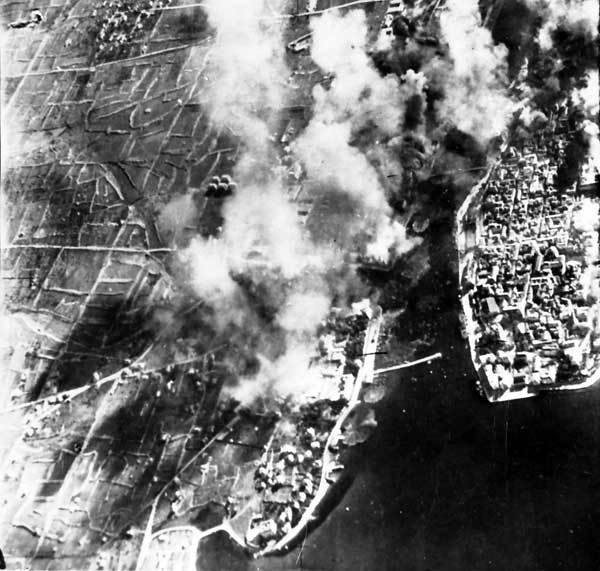
盟军轰炸扎达尔，1944年

第二次世界大战期间，扎达尔在1943年11月至1944年10月期间遭到盟军轰炸。据估计，死亡人数从1000人以下到4000人（该市总人口的五分之一）不等。在轰炸过程中，该市80%的建筑被毁。扎达尔被称为“亚得里亚海的德累斯顿”，因为人们认为它与盟军轰炸德累斯顿相似。
1944年10月下旬，除副省长贾科莫·武科萨尼外，德国军队和大部分意大利民政部门放弃了这座城市。1944年10月31日，游击队占领了城市，在此之前，它是墨索里尼的意大利社会共和国的一部分。第二次世界大战开始时，扎达尔有24000人口；到1944年底，这一数字已降至6000人。尽管被游击队控制，但扎达尔在1947年9月15日生效的《巴黎和约》之前一直名义上属于意大利主权。战争结束后，扎达尔的达尔马提亚意大利人离开南斯拉夫前往意大利（伊斯特拉人-达尔马提亚人流亡）。

### 南斯拉夫时期
1947年，扎达尔成为南斯拉夫社会主义联邦共和国和克罗地亚社会主义共和国的一部分。在战后的第一个十年里，这座城市的人口增长缓慢，仍然没有达到战前的水平。意大利人持续逃离这座城市，几年内几乎全部逃离。据估计，大约有10000名意大利人从扎达尔移民离开。1953年10月，该地区最后一所意大利学校关闭。如今，意大利社区只有几百人，他们聚集在一个当地社区（Comunitàdegli Italiani di Zara）。

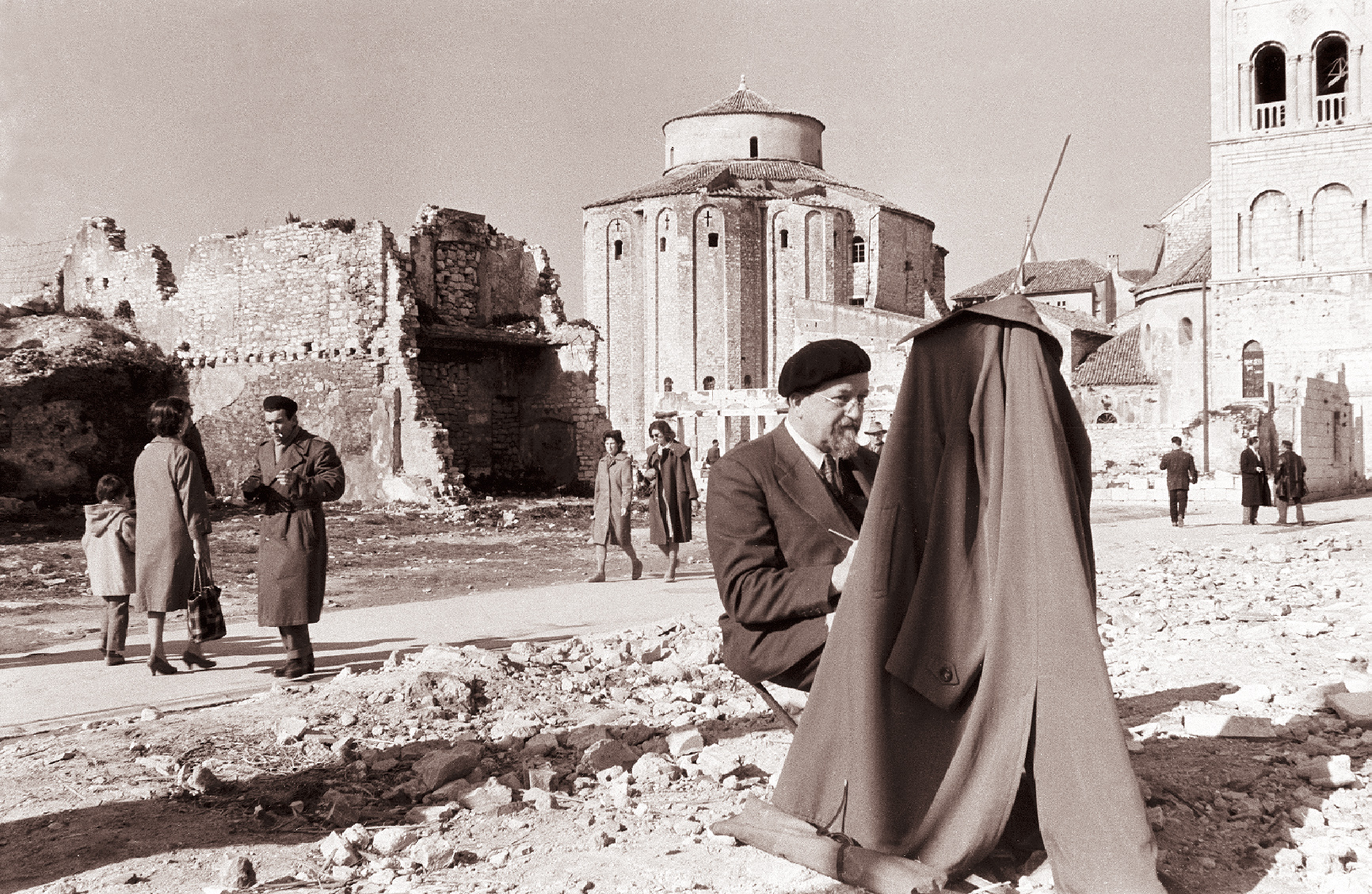
克罗地亚画家博日达尔·亚卡茨在罗马广场附近作画，1961年

20世纪50年代末和60年代，该市的人口大幅增加，主要是由于移民，南斯拉夫政府鼓励从农村地区向城市中心移民及其工业发展。亚得里亚海高速公路、铁路和民用机场的建设有助于旅游业的发展和扎达尔的交通便利。在接下来的几十年里，人口增长放缓。20世纪80年代末，由于南斯拉夫的经济危机，扎达尔的经济停滞不前。

### 克罗地亚独立战争
1990年，达尔马提亚腹地的塞族分离主义分子封锁了道路，并在原木革命期间有效阻挡了达尔马提亚与克罗地亚其他地区的联系。1991年3月，克罗地亚独立战争爆发，影响了扎达尔及其周边地区。1991年在扎达尔发生的反塞族暴乱导致一些非塞族人被驱逐出该地区，几名克罗地亚警察被杀。当时塞尔维亚人约占总人口的14%。
南斯拉夫人民军（JNA）和SAO克拉伊纳的部队占领了扎达尔腹地的部分地区，在扎达尔战役中向该市集结，并对城市进行炮击。塞尔维亚军队零星炮击扎达尔和该地区的其他克罗地亚城镇，破坏了建筑物和房屋以及联合国教科文组织保护的遗址。塞族部队还袭击了附近的一些城镇和村庄，最残忍的袭击是施卡布日尼亚大屠杀，克拉伊纳边防军在大屠杀中杀害了62名克罗地亚平民和5名战俘。
扎达尔与萨格勒布的陆地联系中断了一年多。该国北部和南部之间唯一的联系是通过帕岛。对该市的围困从1991年持续到1993年1月，当时扎达尔及其周边地区被克罗地亚军队控制，与克罗地亚其他地区的桥梁连接在马斯莱尼察行动中重建。对这座城市的袭击一直持续到1995年战争结束。
沿8号公路往东北延伸的部分农村地区仍因地雷而被切断。

## 地理
扎达尔岛面向乌格连岛和帕什曼岛（都是扎达尔群岛的一部分），两岛之间被狭窄的扎达尔海峡隔开。古城所在的海角曾经有一条很深的护城河与大陆隔开，但后来护城河被填平了。扎达尔东北部的港口既安全又宽敞。

### 氣候
扎达尔属于亚热带（Cfa）和地中海（Csa）的边缘湿润气候。扎达尔有温和潮湿的冬天和非常温暖潮湿的夏天。七月和八月是最热的月份，平均高温约为29–30°C。2017年8月5日，扎达尔-泽穆尼克站的最高气温为40.0°C（自1981年以来的记录）。2022年8月6日，旧扎达尔气候站的最高温度为39.0°C。在夏季的几个月里，温度可以持续达到30°C以上，但在春季和秋季，几乎每年也有可能达到30°C。温度低于0°C的情况很少见，而且保持时间不会超过几天。一月是最冷的月份，平均气温约为7.7°C。2018年2月28日，扎达尔-泽穆尼克气象站记录到扎达尔有史以来的最低温度为−12.0°C，1963年1月23日，旧扎达尔气象站记录的最低温度是−9.1°C。七月和八月的气温从未低于10°C。10月和11月是最潮湿的月份，总降水量分别约为114毫米和119毫米。七月是最干旱的月份，总降水量约为35毫米。冬天是最潮湿的季节，但扎达尔一年中的任何时候都可能下雨。雪极为罕见，但可能在12月、1月、2月下雪，而在3月则极为罕见。扎达尔平均每年有1.4天的雪，但更有可能根本不下雪。此外，海水温度从2月的10°C到7月和8月的25°C，但人们可以在5月到10月期间游泳，有时甚至到11月。有时在二月，海水温度会降至7°C，而在七月则会超过29°C。

## 建筑
扎达尔的城市结构是在罗马时代形成的：在尤利乌斯·凯撒和奥古斯都皇帝统治期间，该镇进行了防御改造，并修建了带塔楼和大门的城墙。在镇的西侧是广场、长方形会堂和寺庙，在镇外的是圆形剧场和墓地。为该镇供水的输水管道被部分保留了下来。在古镇内部，一个中世纪的小城已经发展起来，一系列的教堂和修道院正在建造中。

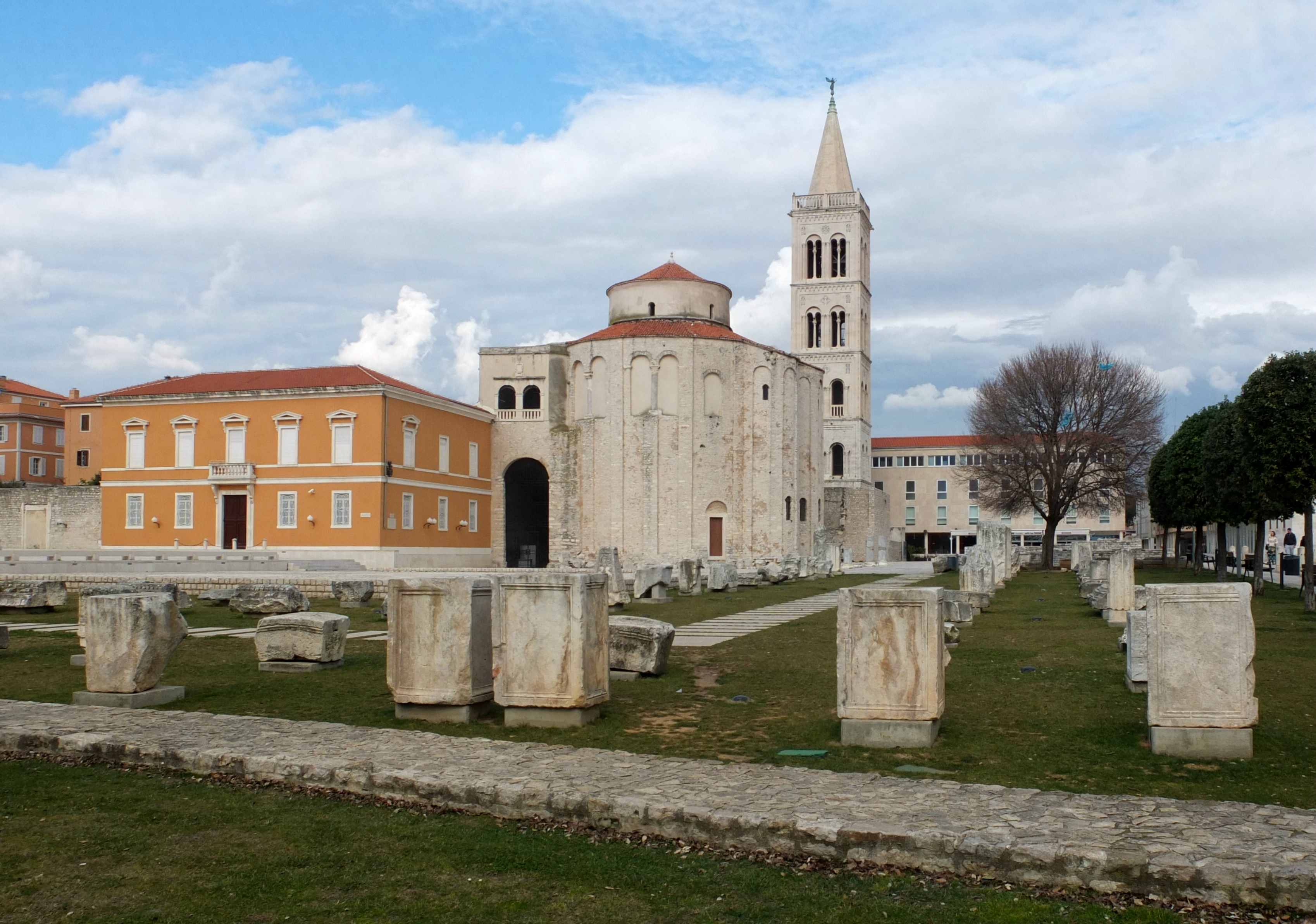
扎达尔的罗马广场遗迹

在中世纪，扎达尔完全获得了城市的面貌，并一直保持到今天。16世纪上半叶，威尼斯在面向陆地的一侧用新的防御城墙系统加固了该镇。同一世纪，文艺复兴风格的建筑得以延续，防御壕沟（Foša）也得以修建。在意大利占领期间，它们被完全掩埋。直到1873年在奥地利统治下，扎达尔的城墙从防御工事改建为高架长廊，可以俯瞰广阔的大海和陆地景观，同时也保留了城墙线；在它的四个古大门中，一个是玛丽娜门，里面有罗马拱门的遗迹，另一个是地之门，由维罗纳艺术家米凯勒·桑米凯利在16世纪设计。在第二次世界大战期间的轰炸中，整个街区被摧毁，但有一些建筑幸免于难。
扎达尔重点地标包括：
- 罗马广场，亚得里亚海东岸最大的罗马广场，由罗马皇帝奥古斯都所建。
- 圣多纳图斯教堂，一座圆形纪念碑，建于9世纪，是达尔马提亚时期保存至今的遗迹。
- 圣阿纳斯塔西亚主教座堂，建于12-13世纪，是扎达尔最大的教堂。
- 圣克利所恭堂，具有纪念意义的罗马式教堂。
- 圣玛利亚堂
- 海洋管风琴
- 地之门
- 大兵工厂

## 文化
早在1396年，扎达尔的第一所大学就被书面提及，它是多明我会修道院的一部分。它于1807年关闭。
15至17世纪，扎达尔是文艺复兴时期的一个重要中心，培养了一批意大利-达尔马提亚建筑师、雕塑家、画家和学者，如乔吉奥·达·塞贝尼科、卢契阿诺和弗朗切斯科·劳拉纳、乔治·文图拉、安德雷亚·梅尔多拉和乔瓦尼·弗朗切斯科·福图尼奥（他写了第一本意大利语法书）。
扎达尔与斯普利特和杜布罗夫尼克一起，也是克罗地亚文学发展的中心之一。15世纪和16世纪是克罗地亚人用民族语言写作的重要活动：耶洛利姆·维多利奇、佩塔尔·佐兰尼奇（他写了第一部克罗地亚语小说《山》）、布尔奈·卡尔纳鲁蒂奇、尤拉伊·巴拉科维奇和西梅·布迪尼奇。
在法国统治下（1806-1810），第一份达尔马提亚地方报纸《Il Regio Dalmata–Kraglski Dalmatin》在扎达尔出版。它是用意大利语和克罗地亚语印刷的；这是第一次在报纸上使用双语。
19世纪下半叶，扎达尔是达尔马提亚（意大利和克罗地亚）文化和民族复兴运动的中心。
如今，扎达尔的主要文化机构包括：
- 克罗地亚国家剧院
- 国家博物馆

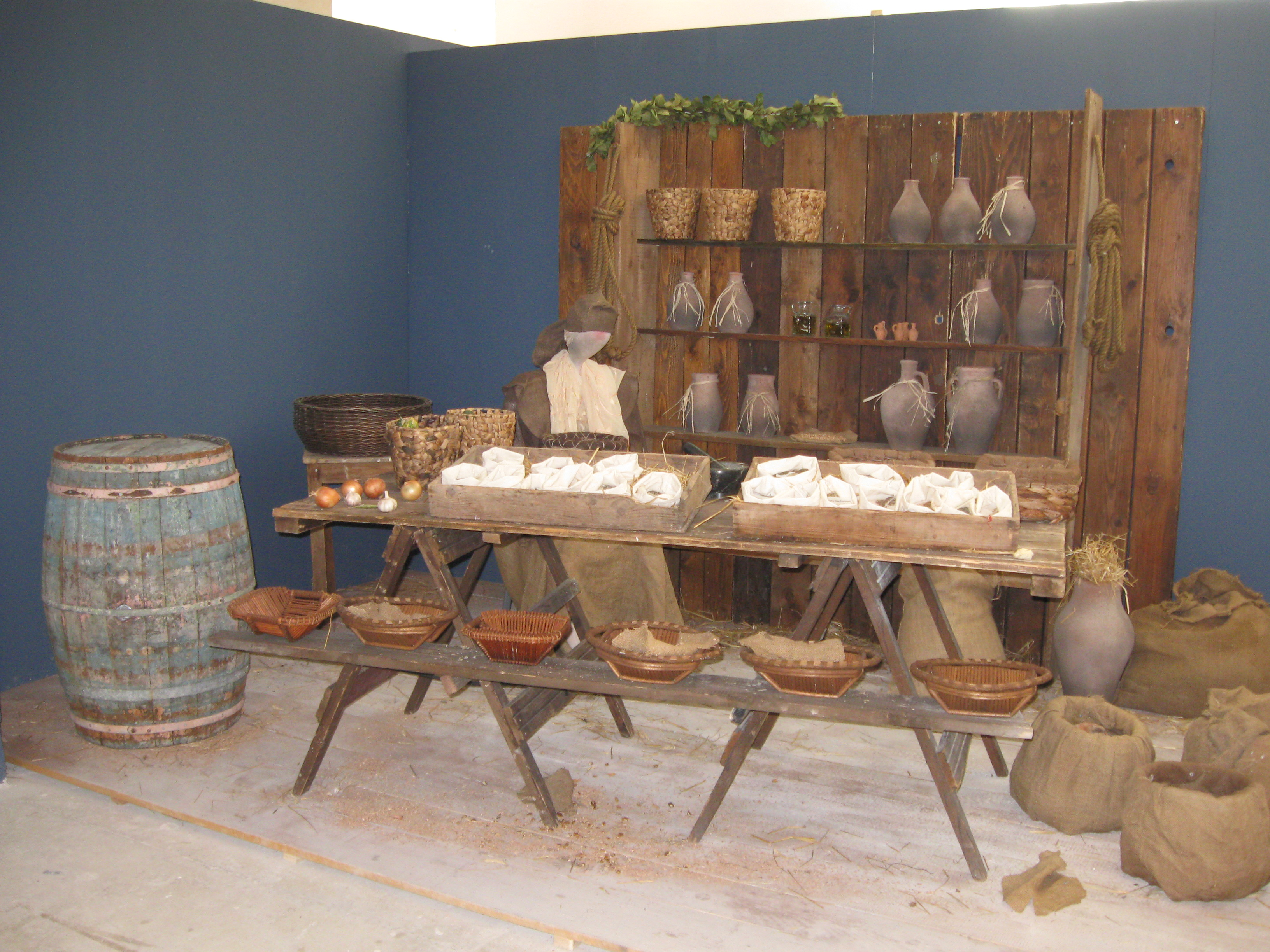
扎达尔考古博物馆展品

- 考古博物馆（Arheološki muzej Zadar）（建于1830年）
- 古代玻璃博物馆
- 扎达尔大学（英语：University of Zadar）（创立于1396年，活跃至1807年，2002年重建）
- 海事博物馆
- 圣体艺术长期展览
- 克罗地亚佐兰尼奇音乐歌唱协会（成立于1885年）
- 圣多纳图斯音乐之夜（英语：Musical Evenings in St Donatus）（始于1961年）
- 国际合唱比赛（始于1997年）
- 扎达尔兵工厂

## 政治
扎达尔市的行政区域包括附近的巴宾杜布、茨尔诺、科日诺和佩特尔察内村，以及伊斯特岛、伊兹岛、莫拉特岛、奥利布岛、普雷穆达岛、拉瓦岛和锡尔巴岛。包括岛屿在内的城市总面积为194平方公里。
扎达尔分为21个地方区：Arbanasi、Bili Brig、Bokanjac、Brodarica、Crvene Kuće、Diklo、Dračevac、Jazine I、Jazine-II、Maslina、Novi Bokanjac、Poluotok、Ploča、Puntamika、Ričina、Sinjoretovo、Smiljevac、Stanovi、Vidikovac、Višnjik和Voštarnica。

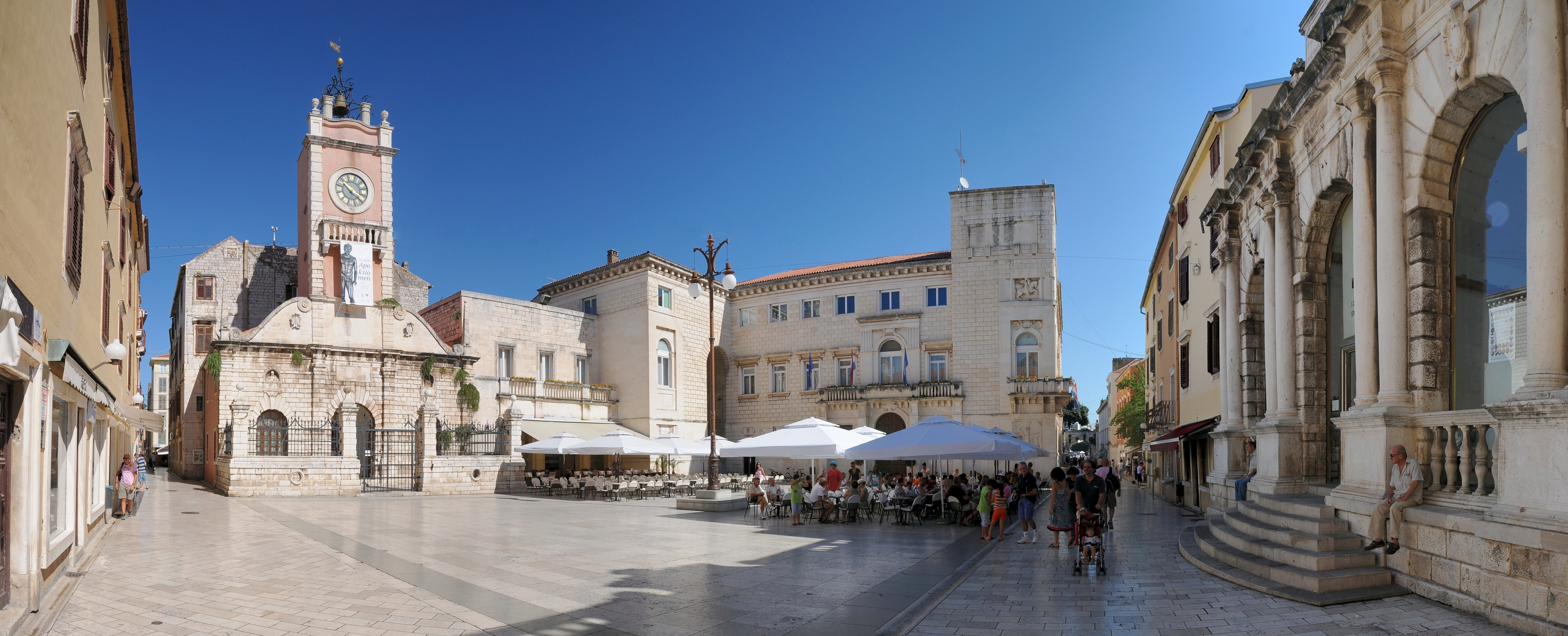
位于人民广场上的扎达尔市政厅

扎达尔现任市长是布兰科·杜基奇（HDZ）。他在2021年5月21日举行的地方选举中当选连任。市议会由27名代表组成。
扎达尔市议会的议席分配情况：
| 政党名称 | 席位    | 执政地位 |
| -------- | ------- | -------- |
| HDZ      | 11 / 27 | 执政党   |
| SDP      | 8 / 27  | 反对党   |
| 独立人士 | 7 / 27  | 反对党   |
| 祖国运动 | 1 / 27  | 反对党   |

## 经济
扎达尔的主要产业包括旅游业、交通、海运贸易、农业、渔业和鱼类养殖活动；金属制造业和机械工程行业；化学品和非金属行业；以及银行业。总部设在扎达尔的一些最大的公司有：
- Tankerska plovidba（海运）
- Cromaris（食品工业）
- Bakmaz（零售）
- Sonik（零售）
- Turisthotel（旅游）
- Maraska（英语：Maraska）（食品工业）
- 克罗地亚OTP银行（金融业）

扎达尔东北部的农田Ravni Kotari是众所周知的马拉斯卡樱桃产地。扎达尔的酿酒厂从16世纪开始生产马拉斯基诺酒。

## 人口
扎达尔是克罗地亚第五大城市，达尔马提亚地区的第二大城市，根据2011年人口普查，人口为75,082人。2001年人口普查显示，扎达尔人口为72,718人，其中93%的居民是克罗地亚人。

## 教育
扎达尔有9所小学和16所中学，其中包括6所文理中学。

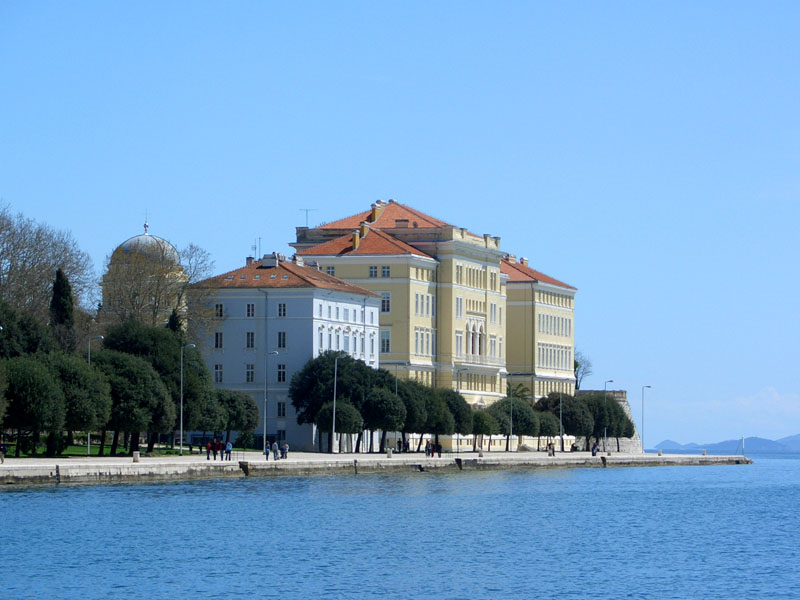
扎达尔大学

扎达尔大学由多明我会于1396年创建，当时是一所神学院——Universitas Iadertina。这是克罗地亚第一所高等教育学院。1807年，它不再是一个独立的机构，其职能被其他地方大学接管。1956年，萨格勒布大学，该国第二古老的大学，将其重建为其附属艺术学院校园。该学院后来成为斯普利特大学的一部分，并于2003年成为一所完全独立的大学。这座大学由25个系组成，有6000多名学生。

## 交通
在20世纪，公路变得比海路更重要，但扎达尔仍然是一个重要的交通枢纽。亚得里亚海沿岸的主干道穿过这座城市。附近有萨格勒布至杜布罗夫尼克高速公路，于2005年完工，到达斯普利特。扎达尔人可以通过两个立交桥进入公路：北部的扎达尔1号出口和南部泽穆尼克附近的扎达尔2号公路枢纽。南部立交桥通过D424高速公路连接到加舍尼察的扎达尔港。
如今，公共汽车是唯一一种可以到达扎达尔的地面公共交通工具。扎达尔的公交车站既有城际巴士（为扎达尔提供与全国其他地区的连接），也有由“Liburnija”公司运营的巴士使用，这些巴士为扎达尔市及其郊区提供公共交通。
自1966年以来，铁路将扎达尔与克宁连接起来，并在那里连接萨格勒布至斯普利特的干线。不过，自2013年以来，克宁和扎达尔之间的所有客运列车都被国家铁路公司克罗地亚铁路公司运营的巴士所取代。由于该公司在2020年对公交车更换服务打出了折扣，扎达尔正式成为一个没有客运铁路连接的城市。

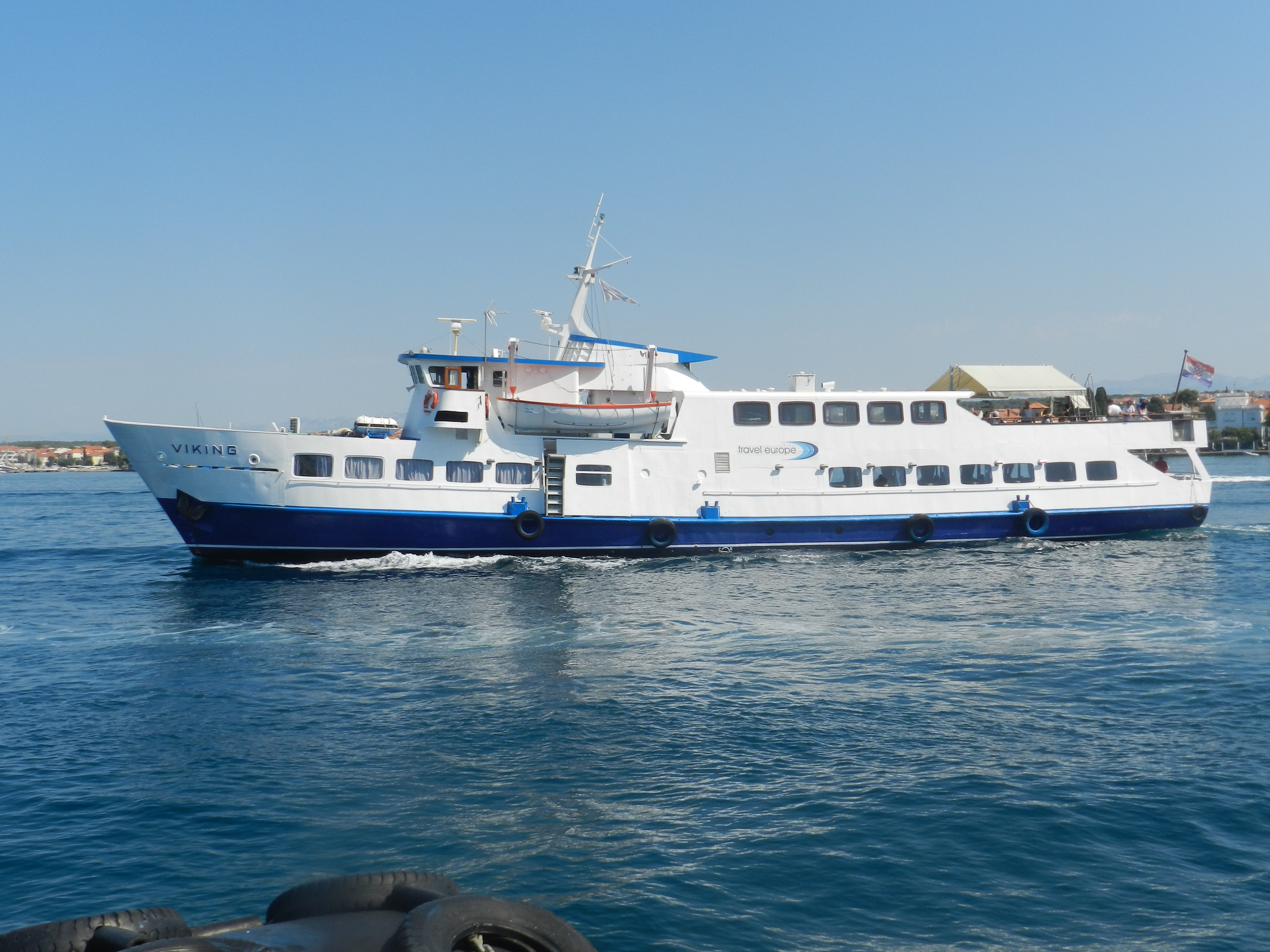
扎达尔港口的游船

扎达尔还有一条前往意大利安科纳的国际渡轮线路。船只还从两个渡轮港口将扎达尔与群岛的岛屿连接起来：一个位于市中心，提供双体船服务，另一个位于加舍尼察南郊，提供渡轮和远程服务。
扎达尔国际机场位于扎达尔以东约14公里的泽穆尼克，可通过高速公路抵达。该机场的客运量在旺季比淡季增长30%，主要是由于3月底至10月连接扎达尔与欧洲20多个城市的低成本航空公司（瑞安航空、InterSky、JobAir等）的到来。

## 体育
扎达尔当地有著名的扎达尔篮球俱乐部（KK Zadar）和扎达尔足球俱乐部（NK Zadar）。克罗地亚手球运动员伊万·宁切维奇出生于扎达尔。

## 名人

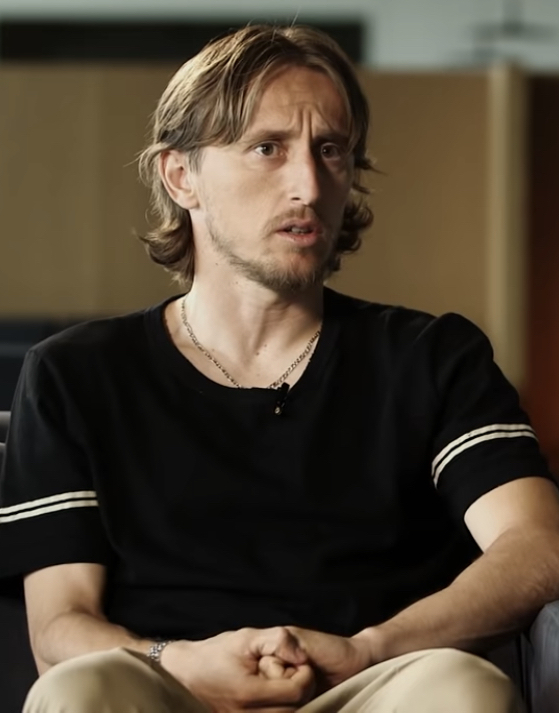
皇家马德里队球星卢卡·莫德里奇

- 若望四世，教宗。
- 乔吉奥·文图拉（英语：Giorgio Ventura），画家。
- 恩里科·蒂瓦罗尼（英语：Enrico Tivaroni），政治家。
- 托米斯拉夫·卡拉马尔科，政治家。
- 萨沃·施特日巴茨（英语：Savo Štrbac），律师。
- 阿图罗·克劳蒂（英语：Arturo Colautti），记者。
- 詹尼·加尔科（英语：Gianni Garko），演员。
- 图里奥·卡米纳蒂（英语：Tullio Carminati），演员。
- 达多·普尔绍，足球运动员。
- 卢卡·莫德里奇，足球运动员，2018年国际足联世界杯最佳球员。
- 多米尼克·利瓦科维奇，足球运动员。
- 达尼耶尔·苏巴西奇，足球运动员。

## 友好城市
- 法國 伊泽尔河畔罗芒
- 英国  苏格兰 邓迪
- 義大利 雷焦艾米利亚
- 德国 菲斯滕费尔德布鲁克
- 匈牙利 塞克什白堡
- 義大利 帕多瓦
- 智利 伊基克
- 斯洛伐克 班斯卡-比斯特里察
- 美国 密尔沃基